# Paradoxostoma exmouthense
Paradoxostoma exmouthense is een mosselkreeftjessoort uit de familie van de Paradoxostomatidae. De wetenschappelijke naam van de soort werd in 1978 gepubliceerd door Hartmann.